# Bach, Sveti Urban
Bach je naselje v Občini Sveti Urban v Okraju Trg na Koroškem v Avstriji.